# Collegio uninominale Toscana - 07 (Senato della Repubblica)
Il collegio elettorale uninominale Toscana - 07 è stato un collegio elettorale uninominale della Repubblica Italiana per l'elezione del Senato tra il 2017 ed il 2022.

## Territorio
Come previsto dalla legge elettorale italiana del 2017, il collegio era stato definito tramite decreto legislativo all'interno della circoscrizione Toscana.
Era formato dal territorio di 49 comuni: Arcidosso, Bibbona, Campagnatico, Campiglia Marittima, Campo nell'Elba, Capalbio, Capoliveri, Capraia Isola, Castagneto Carducci, Castel del Piano, Castell'Azzara, Castiglione della Pescaia, Cecina, Cinigiano, Civitella Paganico, Collesalvetti, Follonica, Gavorrano, Grosseto, Isola del Giglio, Livorno, Magliano in Toscana, Manciano, Marciana, Marciana Marina, Massa Marittima, Monte Argentario, Monterotondo Marittimo, Montieri, Orbetello, Piombino, Pitigliano, Porto Azzurro, Portoferraio, Rio, Roccalbegna, Roccastrada, Rosignano Marittimo, San Vincenzo, Santa Fiora, Sassetta, Scansano, Scarlino, Seggiano, Semproniano, Sorano, Suvereto.
Il collegio era parte del collegio plurinominale Toscana - 02.

## Eletti
| Elezione | Elezione | Senatore        | Partito      |
| -------- | -------- | --------------- | ------------ |
|          | 2018     | Roberto Berardi | Forza Italia |

## Dati elettorali

### XVIII legislatura
Come previsto dalla legge elettorale, 116 senatori erano eletti con sistema a maggioranza relativa in altrettanti collegi uninominali a turno unico.
| Candidati              | Candidati                 | Voti    | %     | Liste                           | Voti    | %     |
| ---------------------- | ------------------------- | ------- | ----- | ------------------------------- | ------- | ----- |
|                        | Roberto Berardi ✔️ Eletto | 99 851  | 33,24 | Lega                            | 57 024  | 18,98 |
| Forza Italia           | Roberto Berardi ✔️ Eletto | 99 851  | 33,24 | 28 696                          | 9,55    |       |
| Fratelli d'Italia      | Roberto Berardi ✔️ Eletto | 99 851  | 33,24 | 12 580                          | 4,19    |       |
| Noi con l'Italia - UDC | Roberto Berardi ✔️ Eletto | 99 851  | 33,24 | 1 551                           | 0,52    |       |
|                        | Silvia Velo               | 91 653  | 30,51 | Partito Democratico             | 82 181  | 27,36 |
| +Europa                | Silvia Velo               | 91 653  | 30,51 | 6 479                           | 2,16    |       |
| Italia Europa Insieme  | Silvia Velo               | 91 653  | 30,51 | 2 034                           | 0,68    |       |
| Civica Popolare        | Silvia Velo               | 91 653  | 30,51 | 959                             | 0,32    |       |
|                        | Gregorio De Falco         | 81 269  | 27,05 | Movimento 5 Stelle              | 81 269  | 27,05 |
|                        | Catia Sonetti             | 11 980  | 3,99  | Liberi e Uguali                 | 11 980  | 3,99  |
|                        | Stefania Amarugi          | 6 825   | 2,27  | Potere al Popolo!               | 6 825   | 2,27  |
|                        | Francesco Pappalardo      | 3 102   | 1,03  | Partito Comunista               | 3 102   | 1,03  |
|                        | Gian Piero Joime          | 2 701   | 0,90  | CasaPound                       | 2 701   | 0,90  |
|                        | Dario Trotta              | 1 415   | 0,47  | Italia agli Italiani            | 1 415   | 0,47  |
|                        | Andrea Barbini            | 996     | 0,33  | Il Popolo della Famiglia        | 996     | 0,33  |
|                        | Ruggero Rognoni           | 603     | 0,20  | Per una Sinistra Rivoluzionaria | 603     | 0,20  |
| Totale                 | Totale                    | 300 395 | 100   |                                 | 300 395 | 100   |
|                        |                           |         |       |                                 |         |       |
| Voti non validi        | Voti non validi           | 8 505   | 2,75  |                                 |         |       |
| Votanti                | Votanti                   | 308 900 | 75,57 |                                 |         |       |
| Elettori               | Elettori                  | 408 781 |       |                                 |         |       |